# NGC 2962
NGC 2962 este o galaxie lenticulară situată în constelația Hidra. A fost descoperită în 10 decembrie 1864 de către Albert Marth. Se află la o distanță de 31,05 de megaparseci de Pământ.